# متصورة قردوحية
المتصورة القُرْدوحيَّة (الاسم العلمي: Plasmodium cynomolgi) هي طيفليٌ من معقدات القمة، تُصيب البعوض وسعدان العالم القديم الآسيوي. يستعملُ هذا النوع كنموذجٍ للمتصورة النشيطة البشرية؛ وذلك لأنَّ القُردوحيّة تتشارك نفس دورة الحياة وعدد من الميزات الحيوية المهمة مع المتصورة النشيطة.

## التاريخ
كانت المتصورة القُرْدوحيَّة قد لُوحظت للمرة الأولى في عام 1905 في دم مكاك طويل الذيل.